# Morpho albomarginalis
Morpho albomarginalis är en fjärilsart som beskrevs av Weber 1951. Morpho albomarginalis ingår i släktet Morpho och familjen praktfjärilar. Inga underarter finns listade i Catalogue of Life.